# Lorenz Vogel
Pour les articles homonymes, voir Vogel.
Lorenz Vogel (né le 10 août 1846 à Göggingen à Krauchenwies et mort le 8 novembre 1902 à Munich) est un peintre allemand. 

## Biographie
Le 10 août 1846, Lorenz Vogel naît en tant que sixième enfant du maître maçon Gabriel Vogel et de son épouse Cäcilie nee Schlegel à Göggingen. Il grandit avec ses huit frères et sœurs. En 1860, à l'âge de quatorze ans, Lorenz Vogel joue de la flûte, de la clarinette et de la trompette dans l'orchestre de danse dirigé par son frère Max. Plus tard, il maîtrise également le piano, le violon et la cithare. 
Vers 1862, il commence son apprentissage chez un peintre décoratif et à plat à Ravensbourg. Il fréquente également une école de dessin privée. Vers 1865, il est assistant peintre et élève de dessin à l’école de commerce de Constance. Vers 1867, il entreprent une tournée en Suisse et poursuit son activité de peintre et de musicien dans des orchestres de danse. En 1870, il expose dans une entreprise de peinture à Karlsruhe. Il suit également des cours du soir à l'école d'arts appliqués. Entre 1871 et 1874, il étudie à l'Académie des Beaux-Arts de Karlsruhe avec Ferdinand Keller. 
Pendant ce temps, il entretient une amitié avec son compatriote et peintre Hans Thoma. En 1875, il reçoit une bourse de voyage. Son voyage le mène à Paris. À partir de 1875, il effectue des séjours en alternance à Munich, Stuttgart et Constance, où il travaille comme portraitiste. En 1879, il séjourne un an en Italie grâce à une belle bourse. En 1880, il revient à Constance et y tombe gravement la même année. 
En 1881, il épouse Laura Göring, fille de l'avocat Dr. Göring de Baden-Baden, ils auront trois fils. Également en 1881, son épouse et lui s'installent à Munich. Les commandes suivies, entre autres, par le Kunstanstalt Hanfstängel et la Haus Wittelsbach. À Munich, il gère également la connexion avec la cour royale, où il représente notamment le prince héritier Rupprecht de Bavière . 
À partir de 1882, il effectue des séjours et des commandes à Munich, Ratisbonne, Augsbourg, Stuttgart, Karlsruhe et Constance. Cela lui permet de fréquentes visites dans son village d'origine, Göggingen. Kempf rapporte que, selon Max Vogel, environ 60 photos sont prises à Constance seulement. Parmi celles-ci se trouve le portrait du jeune Ferdinand Graf von Zeppelin. Le 8 novembre 1902, Vogel meurt à Munich. 

## œuvres
- Portrait du maître meunier Dominic Ott († 1897). Huile sur toile. 58 × 46   cm. Propriété privée Göggingen
- Madonna. Huile sur toile. Restauré en 1995 par Mme Teppert, Heidelberg. Propriétaire: paroisse catholique de Göggingen
- Portrait Josef Anton Ritter, Mark village. Beau-père du frère de Vogel. Huile sur toile. 66 × 58   cm. Privé.
- Portrait de Maria Josepha Ritter, n. Erne, le village de Mark. Belle-mère du frère Lorenz Vogels. Huile sur toile. 66 × 58   cm. Privé.
- Portrait de Maria Vogel, b. Ritter. Belle-sœur de Lorenz Vogel. Huile sur toile. 66 × 52,5   cm. Privé.
- Portrait Felzin Vogel. Frère de Lorenz Vogel. Dessin au crayon. 20 × 16   cm. Signé en bas à droite: oiseau o.   J. Propriété privée.
- Portrait d'un homme Huile sur bois. 46 × 37   cm. Signé en bas à droite: Vogel O. J. Propriété privée.
- Les cinq enfants de la famille Freytag. Huile sur toile. 88 × 109   cm (1880). Propriétaire: Stadtarchiv Stuttgart. Histoire: La photo est venue le 27 septembre 1997 en possession des archives de la ville
- Portrait du commandant de la gendarmerie de Baden, Ferdinand Horchler. Huile sur toile. 64 × 53   cm (avec cadre: 95 × 84   cm). Signé en bas à droite: L. Vogel 1879. Propriétaire: Musée d'histoire militaire de Raststatt. Histoire: La photo montre l'officier Ferdinand Horchler en tant que commandant de la gendarmerie grand-ducale de Baden et commandant du 1er arrondissement. Horchler est resté de 1866 à 1890 dans les corps de gendarmerie, de capitaine à colonel. Acquise par la Kunsthalle Karlsruhe en 1937 en cadeau du fils de la baby-sitter, Dr. med. Horchler, Berlin. La même année, le tableau est remis au musée de l'armée de Baden, Karlsruhe, aujourd'hui musée d'histoire militaire de Raststatt.
- Portrait du colonel Ferdinand Horchler, n. Daampart de Liverpool. Huile sur toile. 65 × 54   cm. Signé en bas à droite: l. Oiseau 1879. Propriétaire: Kunsthalle Karlsruhe. Histoire: La mère de la baby-sitter était une Gladstone née, cousine du Premier ministre britannique William Ewart Gladstone. Acquis par la Kunsthalle en 1937 comme cadeau du fils de la gardienne, Dr. med. Horchler, Berlin.
- Les parents de l'artiste le jour de leur mariage en or: Gabriel Vogel, Maurer (1810-1894) et Zäzilia geb. Schlegel (1811-1895). Huile sur bois. 88 × 102,5   cm. Signé en bas à droite: L. Vogel (année illisible); juste au-dessus: Aetatis S. Lxx vers 1880. Propriétaire: Kunsthalle Karlsruhe. Histoire: Expositions: Académie de Berlin 1880, n ° de catalogue 710; Exposition internationale d'art de Munich, 1883, page 151, n ° de catalogue 2107; Kunstverein Karlsruhe, 1907; acquis par la Kunsthalle Karlsruhe en 1907 par les héritiers du peintre Th. Schüz. L'identification de la photo par la Kunsthalle avec la photo "Couple de noces d'or" mentionnée en 1880 et 1883 n'est pas claire. La note "Aetatis S. Lxx" pourrait faire référence à l'âge du père ou de la mère.
- L'émergence de la "Sonate au clair de lune" de Beethoven. "Le Beethoven composant" ou "Beethoven au piano". Vraisemblablement huile sur toile. 82 × 65   cm (1886). Localisation inconnue. Histoire: Une reproduction de la photo paraît en 1896 dans le magazine "Gazebo", n ° 25. Selon Kempf, la photo aurait été vendue à l'Amérique.
- Portrait d'un garçon en uniforme. Huile sur toile. Bez. L. Vogel 1893. Propriétaire: Wessenberg-Galerie Konstanz, Inv.-No. 84/380. Histoire: La photo a été donnée à la galerie Wessenberg en 1963. Le propriétaire précédent n'est plus détectable.
- Portrait Comtesse Louise Douglas b. Comtesse von Langenstein (1825-1900). Huile sur toile. 1901. Propriétaire: Axel Count Douglas zu Langenstein.
- Portrait du comte Karl Israel Douglas (1824-1898). Huile sur toile. 1880. Propriétaire: Axel Count Douglas zu Langenstein.
- Portrait de Frédéric Chopin. Huile sur toile. 87 × 66   cm (1889). Historique: Changement de propriétaire lors d’une vente aux enchères de Michael Zeller le 6 décembre 1996.
- Portrait Kronenwirt Josef Jäger de Göggingen. Propriété privée de la famille Jaeger
- Portrait de Katharina Jäger, n. Kugler, aubergiste de la couronne à Göggingen. Propriété privée de la famille Jaeger
- Portrait Anton Jäger, Adlerwirt à Göggingen. Propriété privée de la famille Jaeger

## Tableaux manquants
- Georg Friedrich Händel, Jugendporträt
- Felix Medelsohn-Bartholdy, Brustbild, 1889
- Joseph Haydn, 1890
- Frédéric Chopin, 1890
- Prinz Ludwig von Bayern
- Kronprinz Rupprecht von Bayern
- Porträt eines Sohnes des Herzogs Karl Theodor in Bayern
- Verwaist
- Bankdirektor Schirmeister, Konstanz
- Frau Dr. Gagg, Meßkirch
- Die Eltern des Künstlers
- Hauptlehrer Jakob Vetter, Göggingen
- Die Tochter des Hauptlehrers Vetter in Göggingen
- Graf Zeppelin, Konstanz